# Goździeniowiec mączny
Goździeniowiec mączny (Clavulinopsis corniculata (Schaeff.) Corner) – gatunek grzybów z rodziny goździeńcowatych (Clavariaceae).

## Systematyka i nazewnictwo
Pozycja w klasyfikacji według Index Fungorum: Clavulinopsis, Clavariaceae, Agaricales, Agaricomycetidae, Agaricomycetes, Agaricomycotina, Basidiomycota, Fungi.
Po raz pierwszy takson ten zdiagnozował w 1774 r. Jacob Christian Schäffer, nadając mu nazwę Clavaria corniculata. Obecną, uznaną przez Index Fungorum nazwę, nadał mu w 1950 r. Edred John Henry Corner, przenosząc go do rodzaju Clavulinopsis. Synonimów nazwy naukowej ma ponad 20.
Polską nazwę zaproponował Władysław Wojewoda w 2003 r. W polskim piśmiennictwie mykologicznym gatunek ten opisywany był też jako: płaskosz rożkowaty i koralowiec mączny.

## Morfologia
Owocnik na delikatnie filcowatej, białej podstawie, z której odchodzi wiele skręconych gałązek. Miąższ twardy, łykowaty, ma gorzki smak i bardzo nieprzyjemny zapach stęchłej mąki. Kolor owocnika żółtkowy lub ochrowy.
Podobny jest przede wszystkim goździeniowiec wrzecionowaty (Clavulinopsis fusiformis), posiadający także kolor mocno żółty. Różnicą są natomiast maczugi, wyrastające u niego prosto do góry i bez rozgałęzień.

## Występowanie i siedlisko
W Polsce rzadko spotykany.
Siedlisko: wysoko położone łąki, pastwiska i polany. Pojawia się od czerwca do listopada.